# Stormy Monday (film)
Stormy Monday è un film del 1988 scritto e diretto da Mike Figgis.
Ambientato a Newcastle upon Tyne, il film è una sorta di omaggio alla pellicola Carter del 1971. La colonna sonora jazz è firmata dallo stesso regista. Il titolo del film prende il nome dalla canzone Call It Stormy Monday (But Tuesday Is Just as Bad) scritta dal chitarrista/cantante blues T-Bone Walker.
Il film è uscito negli USA il 22 aprile 1988, mentre in Italia il 30 settembre dello stesso anno, e il 2 dicembre 1990 è stato trasmesso per la prima volta in chiaro da Rai 3. In seguito è stato distribuito in DVD con il titolo Stormy Monday - Lunedì di tempesta.
È stato presentato alla Quinzaine des Réalisateurs del 41º Festival di Cannes.

## Trama
Un giovane, Brendan, cerca lavoro in un jazz club di proprietà di Finney. Probabilmente in passato Finney ha avuto contatti con la criminalità organizzata, ma sta cercando di voltare pagina. Brendan ascolta casualmente due gangster seduti ad un altro tavolo, mentre parlano dell'offerta per il club di Finney, che non potrà rifiutare; e mette in guardia lo stesso Finney. Allo stesso tempo, Newcastle si prepara ad ospitare una visita da un gruppo di investitori americani che si spera possano impegnarsi in un grandioso progetto di riqualificazione. Kate, una cameriera, viene assunta al servizio della delegazione. Kate e Brendan si incontrano e si innamorano. Nel gruppo in visita c'è Cosmo, un uomo d'affari corrotto, che utilizza Kate come prostituta per stringere accordi commerciali. È Cosmo che sta facendo pressione su Finney, poiché il club si trova nei suoi piani per la città; e questo porterà ad un inevitabile conflitto. Nel frattempo un gruppo di avant-garde jazz chiamato "Kraków Jazz Ensemble" è a Newcastle per esibirsi al club di Finney, e viene coinvolto nel conflitto.

## Serie televisiva
Al film è seguito nel 1994 una serie televisiva della ITV intitolata Finney.